# Бобылёв, Николай Антонович
Николай Антонович Бобылёв (28 октября 1947, Воронеж — 17 декабря 2002, Москва) — советский и российский математик. Профессор  факультета вычислительной математики и кибернетики МГУ. Специалист в области нелинейного анализа.

## Биография
Родился в семье служащих. Окончил экстерном среднюю школу № 58 г. Воронеж. Учителем математики в его классе был известный педагог Сморгонский Давид Борисович.
В 1964 году поступил на математико-механический факультет Воронежского государственного университета (ВГУ). На первом курсе начал заниматься комбинаторной геометрией под руководством Ю. И. Петунина, написал первые научные работы. На старших курсах начал заниматься теорией дифференциальных уравнений под руководством  М. А. Красносельского, который оказал наибольшее влияние на становление Н. А. Бобылёва как учёного.
В 1969 г., после окончания  ВГУ, переехал в Москву вместе с  М. А. Красносельским и группой его учеников. С 1969 по 1972 г. учился в аспирантуре Института проблем управления АН СССР (ИПУ АН СССР). Кандидат физико-математических наук (1972), название диссертации: «Фактор-методы приближенного решения нелинейных задач», научный руководитель  М. А. Красносельский.
В 1972—2002 г. Н. А. Бобылёв работал в ИПУ АН СССР последовательно в должностях научного сотрудника, старшего научного сотрудника, ведущего научного сотрудника, заведующего лабораторией математических методов исследования сложных систем (с 1990). Доктор физико-математических наук (1988), название диссертации: «Деформационные методы исследования оптимизационных задач».
По совместительству работал в МГУ (1990—2002). Профессор кафедры нелинейных динамических систем и процессов управления  факультета вычислительной математики и кибернетики. Читал оригинальный курс лекций «Методы нелинейного анализа в задачах управления и оптимизации». Соавтор учебного пособия, охватывающего содержание этого курса . Читал аналогичный курс лекций для студентов  МФТИ.
Лауреат премии РАН имени А. А. Андронова (2000).
Лауреат Ломоносовской премии МГУ первой степени в области науки (2002).
Опубликовал более 150 научных работ и ряд монографий, список которых приведён ниже. Подготовил 12 кандидатов физико-математических наук.

## Научные результаты

### Гомотопическая инвариантность минимума
Н. А. Бобылёв разработал гомотопический метод исследования экстремальных задач, в основе которого лежит открытый им принцип инвариантности минимума (деформационный метод).
Пусть однопараметрическое семейство функций  f(x, λ)  определено на шаре с центром в начале координат, и имеет при каждом значении параметра  λ  единственную критическую точку - начало координат. Пусть при  λ=0  эта критическая точка представляет собой локальный минимум. Тогда при всех остальных значениях  λ  она также будет локальным минимумом.
Деформационный метод привёл к существенным продвижениям в областях математики, так или иначе связанных с исследованием функций на экстремум.
Были найдены новые доказательства классических неравенств Коши, Юнга, Минковского, Йенсена, их обобщения, точные константы в этих неравенствах.
Разработаны новые методы исследования устойчивости траекторий динамических систем с непрерывным временем, в частности, градиентных, потенциальных и гамильтоновых систем.
Деформационный метод оказался полезным при исследовании разрешимости (в обобщённом смысле) краевых задач математической физики, в задачах вариационного исчисления, математического программирования. Он позволяет проводить анализ устойчивости решений, находить достаточные признаки минимума, исследовать вырожденные экстремали. Была выявлена связь теорем единственности краевых задач с признаками минимума интегральных функционалов. С помощью деформационного метода была решена известная проблема Улама о корректности вариационных задач. Достаточно полно все эти результаты отражены в монографиях, приведённых ниже в списке основных работ.
Н. А. Бобылёв первоначально дал элементарное доказательство принципа инвариантности минимума, в котором не используется топологический аппарат. Применение топологических методов, основанных на использовании индекса Конли, позволяет дать очень простое доказательство принципа инвариантности минимума. Однако класс функций, к которым применима эта методика, существенно уже.
Естественное обобщение принципа инвариантности минимума — гомотопическую инвариантность индекса инерции гессиана, можно легко доказать топологическими методами. Элементарное доказательство этого утверждения, несмотря на усилия многих математиков, пока не найдено.

### Топологические инварианты
Исследование нелинейных задач топологическими методами — одно из важнейших направлений деятельности всей научной школы М. А. Красносельского. Эти работы базируются на применении топологических инвариантов, таких как вращение векторного поля, топологический индекс, эйлерова характеристика, род множества и др. к конкретным задачам. К этому направлению относится и большинство научных результатов Н. А. Бобылёва.
Н. А. Бобылёв разработал бесконечномерный вариант теории Пуанкаре о топологическом индексе устойчивого состояния равновесия, который имеет многочисленные приложения. Так, им было доказано, что уравнения Гинзбурга-Ландау, описывающие поведение сверхпроводника во внешнем магнитном поле, имеют неизвестное ранее неустойчивое решение, отвечающее седловой точке интеграла общей энергии сверхпроводника.
Н. А. Бобылёвым была предложена методика локализации предельных циклов в системах с хаотическим поведением траекторий, основанная на методах нелинейного функционального анализа (в частности, на применении метода функционализации параметра).
Эффективным инструментом исследования нелинейных задач теории колебаний явились предложенные Н. А. Бобылёвым и М. А. Красносельским теоремы родственности. Теоремы родственности выявляют связи между топологическими характеристиками нулей различных векторных полей, возникающих при исследовании конкретной задачи, и тем самым позволяют сравнительно просто вычислить эти характеристики. Эти теоремы нашли приложение в задачах о сходимости приближённых методов построения периодических решений систем автоматического регулирования с непрерывным временем, задачах о периодических колебаниях для систем с запаздыванием, при оценивании числа периодических решений нелинейных систем.
Используя понятие топологического индекса, Н. А. Бобылёв доказал ряд теорем о сходимости различных численных методов решения нелинейных задач оптимизации (метода гармонического баланса, метода механических квадратур, метода коллокации, метода Галеркина, фактор-методов, градиентных методов).

### Прикладные задачи теории управления
Н. А. Бобылёв принимал активное участие в научных исследованиях по проблемам управления, проводимых в ИПУ. Им был получен ряд важных результатов.
Для задач нелинейного программирования большой размерности, в которую нелинейно входит лишь небольшая часть переменных, разработал специальный численный метод оптимизации, обладающий высокой эффективностью в связи с учётом данной особенности задачи.
Существенно усилил результаты Б. Т. Поляка о выпуклости образов выпуклых множеств при гладких отображениях.
В теории робастной устойчивости предложил методику получения оценок радиуса устойчивости динамических систем

.

## Основные работы
1. Бобылев Н. А., Красносельский М. А. Анализ на экстремум (вырожденные случаи). Препринт. — М.: ИПУ АН СССР, 1981. — 52 с. — 300 экз.
2. Бобылев Н. А. Вращение векторных полей в конечномерных пространствах. Препринт. — М.: Всесоюзный научно-исследовательский ин-т системных исследований, 1990. — 72 с. — 200 экз.
3. Бобылев Н. А., Климов В. С. Методы нелинейного анализа в задачах негладкой оптимизации. — М.: Наука, 1992. — 208 с. — 390 экз. — ISBN 5-02-006862-4.
4. Bobylev N. A., Burman Yu. M., Korovin S. K. Approximation Procedures in Nonlinear Oscillation Theory. — Berlin-New York: Walter de Gruyter, 1994. — 272 p. — ISBN 3-11-014-132-9.
5. Бобылев Н. А., Емельянов С. В., Коровин С. К. Топологические мотоды в вариационных задачах. — М.: Изд-во факультета ВМиК МГУ, 1997. — 108 с. — 300 экз. — ISBN 5-89407-012-0.
6. Бобылев Н. А., Емельянов С. В., Коровин С. К. Геометрические мотоды в вариационных задачах. — М.: Изд-во Магистр, 1998. — 658 с. — 500 экз.
7. Bobylev N. A., Emel'yanov S. V., Korovin S. K. Geometrical Methods in Variational Problems. — Dordrecht, Boston, London: Kluwer Academic Publishers, 1999. — Vol. 485. — 540 p. — (Mathematics and Its Applications). — ISBN 0-7923-5780-9.
8. Емельянов С. В., Коровин С. К., Бобылев Н. А., Булатов А. В. Гомотопии экстремальных задач. — М.: Наука, 2001. — 350 с. — 440 экз. — ISBN 5-02-002559-3.
9. Бобылев Н. А., Емельянов С. В., Коровин С. К. Методы нелинейного анализа в задачах управления и оптимизации. — М.: УРСС, 2002. — 120 с. — 600 экз. — ISBN 5-354-00202-8.
10. Emel'yanov S. V., Korovin S. K., Bobylev N. A., Bulatov A. V. Homotopy of extremal problems: theory and applications. — Berlin-New York: Walter de Gruyter, 2007. — Vol. 11. — 303 p. — (de Gruyter Series in Nonlinear Analysis and Applications). — ISBN 978-3-11-018942-1.

## Научно-организационная деятельность
Член редакционных коллегий журналов «Автоматика и телемеханика» и «Дифференциальные уравнения».
Член диссертационных Советов в ИПУ РАН и ИППИ РАН.
Член экспертного совета по управлению, вычислительной технике и информатике ВАК России.